# Museo archeologico statale Gaio Cilnio Mecenate

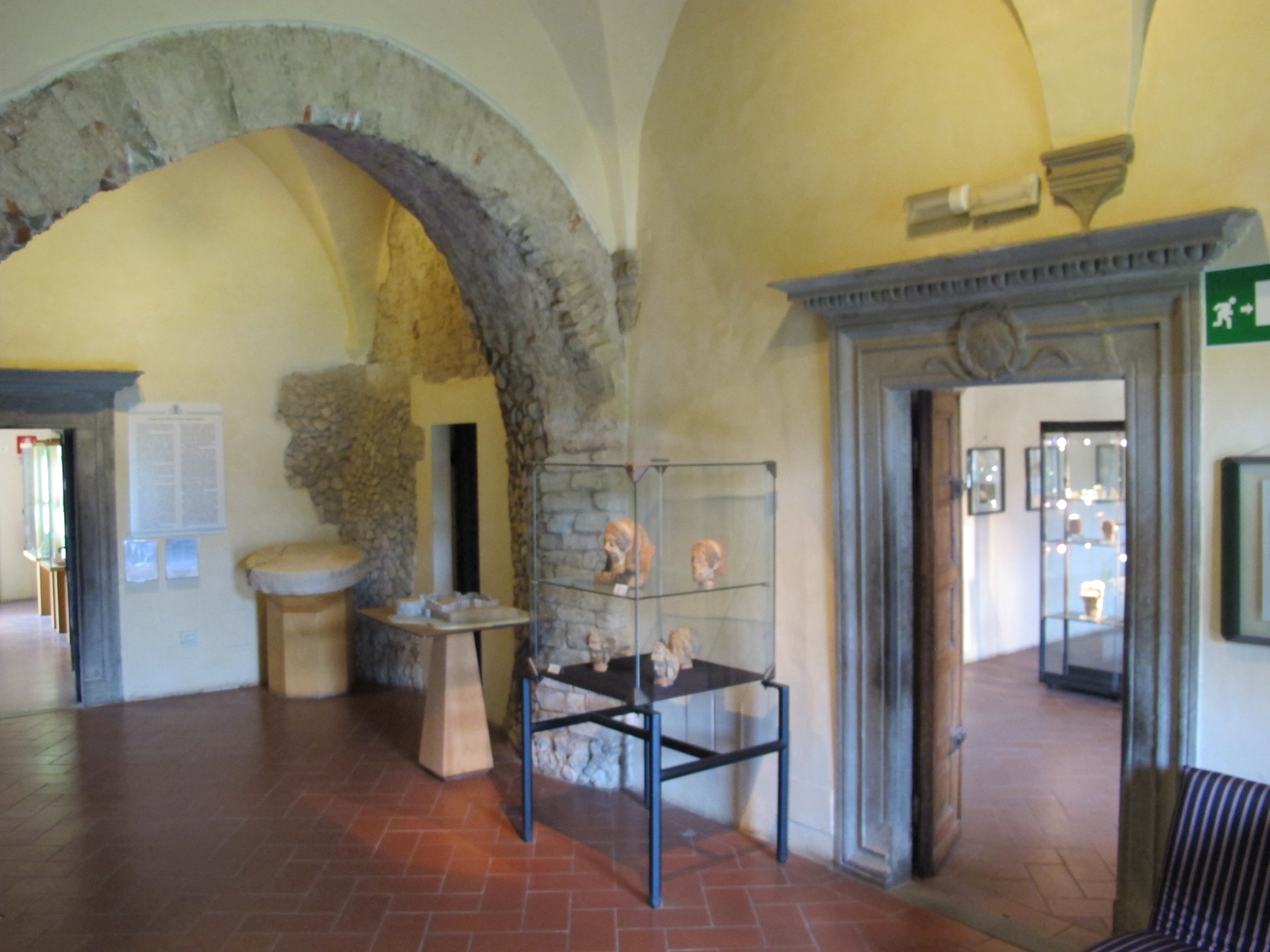
Interno

Il Museo archeologico statale Gaio Cilnio Mecenate è il più importante museo archeologico di Arezzo.
Dal dicembre 2014 il Ministero per i beni e le attività culturali lo gestisce tramite il Polo museale della Toscana, nel dicembre 2019 divenuto Direzione regionale Musei.

## Storia
Dedicato all'aretino Gaio Cilnio Mecenate, importante personaggio della Roma al tempo di Augusto dal quale viene la parola mecenatismo, è ospitato dal 1937 nell'ex monastero di San Bernardo, costruito sui resti dell'anfiteatro romano del II secolo d.C.
La raccolta si trovava precedentemente in altra sede ed esiste dal 1823. Ampliata da scavi e acquisizioni, venne risistemata dopo la ristrutturazione del monastero del 1951, che sanava i danni bellici. Nel 1973 venne acquisito dallo Stato italiano. Agli anni Novanta risale l'ultimo riallestimento.

## Descrizione
Il museo si sviluppa su due piani, con una presentazione topografica (al pian terreno) e tematica (al secondo piano, dove si trovano gli oggetti di paleontologia, preistoria, numismatica e le collezioni private donate da alcuni cittadini aretini).
Il pian terreno è dedicato all'arte etrusca e romana, con le prime due sale che espongono i reperti di Arezzo e la sua area, dall'epoca villanoviana all'ellenismo. Tra i pezzi più pregiati spiccano i gioielli dalla necropoli di Poggio del Sole, un frontone scolpito e policromato con scene di combattimento (480 a.C.) e una serie di ritratti votivi, rinvenuti in via della Società Operaia e databili tra il II e il I secolo a.C.

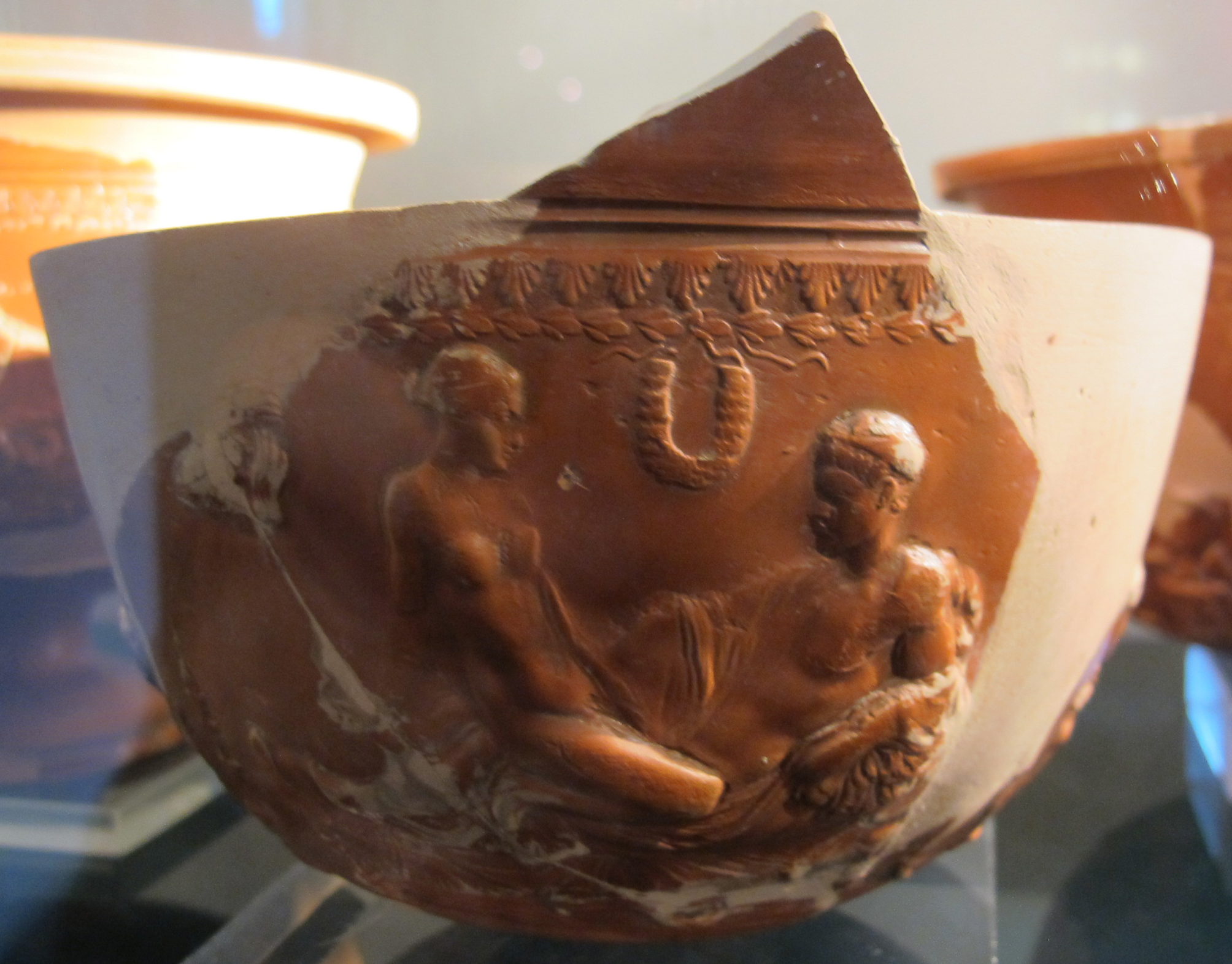
Coppa in terra sigillata aretina con scena erotica, I secolo a. C.-I secolo d.C. circa

Nella terza sala si trova l'opera più importante del museo, un cratere attico a volute a figure rosse con l'Amazzonomachia, attribuito a Eufronio (510-500 a.C.). Le due sale successive presentano i reperti dalla Val di Chiana e dal Casentino, tra i quali spiccano un torso maschile in pietra fetida (fine del VI secolo a.C.) e l'anfora attica a figure rosse con il Rapimento di Ippodamia della scuola del pittore di Meidias (410-400 a.C.).
Le quattro sale seguenti sono dedicate alla terra sigillata, produzione ceramica sviluppatasi tra il I secolo a.C. e il I secolo d.C. che ebbe in Arezzo il centro di produzione più importante del Mediterraneo per circa un secolo.
Le ultime sette sale sono dedicate all'epoca romana, con ritratti e statuaria, mosaici, corredi funebri e oggetti in bronzo. Interessanti sono un ritratto di Livia, una testa fittile ellenistica, forse un'amazzone, proveniente dal frontone di un tempio e la testa di un giovane in terracotta.
Al primo piano sono custoditi gli oggetti di arte applicata e di uso quotidiano. Di grande pregio è il ritratto virile in oro su vetro del III d.C., tra i più raffinati esempi di questa tecnica. Tra le ceramiche spicca la collezione di buccheri del VI secolo a.C. Un'intera sala è dedicata alla numismatica, dove è particolarmente raro il grande quinipodium, del quale si conosce solo un altro esemplare al mondo.
Le successive quattro sale sono dedicate ad alcune collezioni private formatesi nell'Ottocento e le ultime due sale sono dedicate alla preistoria, dal paleolitico all'età del ferro, e alla paleontologia.